# Élections générales honduriennes de 2013
Les élections générales honduriennes de 2013 se déroulent le 24 novembre 2013 au Honduras pour élire :
- le président de la République du Honduras pour la période 2014-2018 ;
- 128 députés au Congrès ;
- 298 maires et 298 vice-maires, ainsi que 2 092 conseillers municipaux[1],[2].

Au terme de cet exercice, le candidat du Parti national, Juan Orlando Hernández, est élu président de la République. 

## Contexte
Il s'agit des premières élections « normales » depuis le coup d'État de 2009, qui avait déposé le président Manuel Zelaya. Pour Rodolfo Pastor Fasquelle, historien et ancien ministre de la Culture, « ces élections marquent la fin du bipartisme. Trois candidats peuvent gagner la présidentielle. Cela devrait renforcer la participation et diminuer la fraude ».
Alors que 70 % de la population vit sous le seuil de pauvreté et que le pays compte le plus de millionnaires d'Amérique centrale, ces élections tournent aussi autour du sujet de la sécurité, le Honduras étant le pays le plus violent du monde.
Les médias honduriens mènent quasi-unanimement campagne contre la candidature de Xiomara Castro, accusée de vouloir importer le « socialisme du 21e siècle » de l'ancien président vénézuélien Hugo Chávez. Le Parti libre est l'objet d'une campagne d’intimidation, marquée par l’assassinat d’au moins dix-huit de ses candidats et militants.
Le Parti national crée un mois avant les élections une « carte cachureca » permettant d'obtenir des rabais oscillant entre 10 % et 30 % dans des établissements commerciaux et de restauration rapide « amis ». Il dispose d'un centre d'opérations informatisé où travaillent quatre cents personnes chargées de promouvoir la candidature de Juan Orlando Hernández auprès des électeurs. Les moyens financiers du parti, nettement supérieurs à ceux de ses adversaires, conduisent la chef de la mission d’observation électorale de l'Union européenne à soulever publiquement la question de la provenance des fonds, dans un pays pénétré par le narcotrafic.

## Candidats à la présidentielle
- Juan Orlando Hernández, candidat du Parti national, ancien président du Congrès national ;
- Xiomara Castro, candidate du Parti Liberté et Refondation (Libre) ;
- Mauricio Villeda, candidat du Parti libéral ;
- Salvador Nasralla, candidat du Parti anticorruption.

## Résultats
Juan Orlando Hernández remporte la présidentielle avec 34,16 % des voix, contre 28,53 % à Xiomara Castro, 20,99 % à Mauricio Villeda et 13,43 % à Salvador Nasralla. 
Le président déchu Manuel Zelaya, époux de Xiomara Castro, ne reconnaît pas les résultats annoncés par le Tribunal suprême électoral en raison de « sérieuses incohérences » dans 20 % des bureaux de vote et appelle à manifester. Le Parti anticorruption évoque une « fraude ahurissante ». Les missions déléguées par l'Union européenne et par l'OEA reconnaissent officiellement le résultat des élections, en dépit des protestations de certains de leurs observateurs. Elles relèvent cependant l'opacité du financement de la campagne, le déséquilibre des moyens de propagande en faveur du parti au pouvoir et des listes électorales « ni précises, ni fiables ».
Le juge espagnol Baltasar Garzón, présent pour la FIDH, déclare : « Il y a eu fraude électorale par différents mécanismes et différentes voies ».
En 2015, une vague de manifestations secoue le pays après la découverte que des fonds collectés via un réseau de corruption avaient servi à contribuer au financement de la campagne présidentielle de Juan Orlando Hernández en 2013.
| Candidats                | Candidats                | Partis                              | Voix      | %     |
| ------------------------ | ------------------------ | ----------------------------------- | --------- | ----- |
|                          | Juan Orlando Hernández   | Parti national                      | 1 149 302 | 36,89 |
|                          | Xiomara Castro           | Liberté et Refondation              | 896 498   | 28,78 |
|                          | Mauricio Villeda         | Parti libéral                       | 632 320   | 20,30 |
|                          | Salvador Nasralla        | Parti anticorruption                | 418 443   | 13,43 |
|                          | Romeo Vásquez Velásquez  | Alliance patriotique                | 6 105     | 0,20  |
|                          | Orle Solís               | Parti démocrate-chrétien            | 5 194     | 0,17  |
|                          | Jorge Aguilar Paredes    | Parti Innovation et Unité           | 4 468     | 0,14  |
|                          | Andrés Pavón             | Unification démoratique–Front large | 3 118     | 0,10  |
|                          |                          |                                     |           |       |
| Votes valides            | Votes valides            | Votes valides                       | 3 115 448 | 95,12 |
| Votes blancs et nuls     | Votes blancs et nuls     | Votes blancs et nuls                | 159 898   | 4,88  |
| Total                    | Total                    | Total                               | 3 275 346 | 100   |
| Abstention               | Abstention               | Abstention                          | 2 079 766 | 38,84 |
| Inscrits / participation | Inscrits / participation | Inscrits / participation            | 5 335 112 | 61,16 |